# Flaga Boliwii
Flaga Boliwii składa się z trzech poziomych pasów: czerwonego, żółtego i zielonego. Symbolizują one armię wyzwoleńczą i zwierzęta (czerwony), bogactwa naturalne kraju (żółty) oraz płodność (zielony). Wzór ten obowiązuje od 1851. Jest ona w proporcjach 15:22.
Niekiedy podczas oficjalnych uroczystości, jak również dla celów wojskowych, używa się tzw. wersji wojennej flagi, która oprócz pasów zawiera także herb narodowy umieszczony na środku.

## Wiphala
W nowej konstytucji Boliwii Wiphala jest wymieniona jako symbol tego kraju.

Wiphala

## Historyczne warianty flagi

Flaga państwowa Boliwii 1825–1826
Flaga cywilna Boliwii 1825–1826
Flaga państwowa Boliwii 1826–1851
Flaga cywilna Boliwii 1826–1851